# Разделяне на земите на Ромейската империя
Разделянето на земите на Ромейската империя (на латински: Partitio terrarum imperii Romaniae) или Разделянето на кралството на гърците (на латински: Partitio regni Graeci) е международен договор, сключен между кръстоносците след превземането на Константинопол от участниците в Четвъртия кръстоносен поход през 1204 г.
По силата на споразумението се създава Латинската империя и се урежда номиналното разделяне на византийската територия между участниците в кръстоносния поход с Република Венеция като най-големия титулярен бенефициент. Въпреки споразумението, тъй като кръстоносците de facto не контролират по-голямата част от империята, местните византийски благородници създават с центрове по места Никейска империя и Трапезундска империя в Мала Азия и самостойно Епирско деспотство на Балканите.
По причина, че византийските властници не участват в изготвянето на договора и съответно не са страна по него, повечето от клаузите на договора за разделянето на земите никога не са приложени на практика. Десет години по-късно с Нимфейския договор става de jure признаването на статуквото, а с превземането на Константинопол от Никейската империя и номиналното възстановяване на Византия под егидата и властта на Палеолозите споразумението остава приятен спомен от миналото за кръстоносците. Единствените франкски континентални владения, които оцеляват още два века след въстановяването на Византия, са тези в Атика и Пелопонес с изключение на тези по средиземноморските острови.